# Годли, Александр
Александр Джон Годли (англ. Alexander John Godley; 4 февраля 1867, Чатем, Англия — 6 марта 1957, Оксфорд, Англия) — британский военачальник, генерал, губернатор Гибралтара. Во время Первой мировой войны получил известность как командующий Новозеландскими экспедиционными силами и 2-м корпусом АНЗАК.

## Биография
Родился в Англии в 1867 году. Начал службу в Британской армии в 1886 году после года обучения в Королевском военном колледже в Сэндхерсте. Участвовал в Англо-бурской войне 1899—1902 годов, затем перешёл на штабную работу в Англии. В 1910 году переехал в Новую Зеландию в качестве командующего новозеландской армией. После начала Первой мировой войны был назначен новозеландским правительством командующим Новозеландскими экспедиционными силами.
В Дарданелльской операции командовал Новозеландской и австралийской дивизией, затем возглавлял австралийские и новозеландские армейские корпуса. Получив звание генерал-лейтенанта, некоторое время командовал 1-м корпусом АНЗАК, после чего вступил в должность командующего 2-м корпусом АНЗАК, которым руководил практически всё время службы на Западном фронте. Заслужил репутацию холодного и равнодушного командира, ещё более ухидшив её после приказа продолжать боевые действие под Ипром несмотря на неблагоприятные условия. В результате корпус понёс тяжёлые потери. В 1918 году 2-й корпус АНЗАК был переформирован в 22-й пехотный корпус, которым Годли командовал до окончания войны.
После войны Годли некоторое время командовал оккупационными подразделениями в Германии, затем в 1924 году получил повышение и возглавил Южное командование Великобритании. В 1928 году был награждён Орденом Бани и назначен губернатором Гибралтара. Ушёл в отставку с этой должности и из армии в 1933 году.
Во время Второй мировой войны командовал полком самообороны. Умер в 1957 году в возрасте 90 лет.

## Публикации
- Godley, Alexander John, Sir. Life of an Irish Soldier: Reminiscences of General Sir Alexander Godley (англ.). — New York: E.P. Dutton and Company[англ.], 1939.
- Godley, Alexander, Sir. British Military History in South America (англ.). — London: Feilden Publications, 1943.